# Tudor Roșca
Tudor Roșca, né le 25 avril 1962[réf. nécessaire] à Făgăraș, est un handballeur roumain qui évoluait au poste d'arrière gauche.

## Biographie
Après avoir évolué dans sa ville natale à Făgăraş, Tudor Roșca rejoint en 1983 l'un des meilleurs clubs roumains, le Dinamo Bucarest.
Le 4 février 1990, seulement quelques semaines après la révolution roumaine de 1989, Roșca rejoint la France et le Lille UC sur les conseils de son compatriote Alexandru Fölker qui a été contraint de quitter Lille l'été précédent. Pour sa première saison complète, il termine 2e meilleur buteur du Championnat de France 1990-1991 et rejoint alors le Paris-Asnières.

## Palmarès

### En équipe nationale
- Médaille d'or au Championnat des Balkans en 1981 et 1983
- Médaille d'or au Championnat du monde universitaire en 1987
- Vainqueur de la Supercoupe des nations en 1983
- 9e place du Championnat de monde 1986

### En clubs
- Vainqueur du Championnat de Roumanie (1) : 1986
  - Vice-champion : 1984, 1988 et 1989
- Vainqueur de la Coupe de Roumanie (1) : 1988
  - Finaliste : 1984 et 1986
- Demi-finaliste de la Coupe des vainqueurs de coupe (C2) (1) : 1989
- Demi-finaliste de la Coupe de France (1) : 1992

### Distinctions individuelles
- 2e meilleur buteur du Championnat de France 1990-1991